# Gymnopis multiplicata
Gymnopis multiplicata är en groddjursart som beskrevs av Peters 1874. Gymnopis multiplicata ingår i släktet Gymnopis och familjen Caeciliidae. IUCN kategoriserar arten globalt som livskraftig. Inga underarter finns listade i Catalogue of Life.